# Лесной (Абдулинский район)
Лесной — посёлок в Абдулинском городском округе Оренбургской области России.

## География
Посёлок находится в северо-западной части Оренбургской области, в лесостепной зоне, в пределах южной окраины Бугульминско-Белебеевской возвышенности, на расстоянии примерно 5 километров (по прямой) к юго-востоку от города Абдулино, административного центра района. Абсолютная высота — 300 метров над уровнем моря.
Климат
Климат характеризуется как континентальный с суровой зимой (морозы ниже −30 °C) и жарким летом. Средняя температура воздуха самого тёплого месяца (июля) — 19-22 °C. Среднегодовое количество атмосферных осадков составляет 420 мм. Около 60—70 % годового количества осадков выпадает в течение тёплого периода. Снежный покров держится в среднем около 150 дней в году.
Часовой пояс
Посёлок Лесной, как и вся Оренбургская область, находится в часовой зоне МСК+2. Смещение применяемого времени относительно UTC составляет +5:00.

## История
До 1 января 2016 года посёлок входил в состав Первомайского сельсовета.

## Население
| 2010 |
| ---- |
| 142  |

Гендерный состав
По данным Всероссийской переписи населения 2010 года в гендерной структуре населения мужчины составляли 45,1 %, женщины — соответственно 54,9 %.
Национальный состав
Согласно результатам переписи 2002 года, в национальной структуре населения русские составляли 57 % из 179 чел.

## Инфраструктура
Действует центр досуга (учреждение культуры).

## Улицы
Уличная сеть посёлка состоит из 3-ёх улиц.
- ул. Дачная
- ул. Рабочая
- ул. Центральная

## Достопримечательности
Посёлок, состоит более из 50-60 домов, которые некоторые являются заброшенными местами. В основном, есть:
• Автобусная остановка 
• Школа 
• Библиотека 
• Водонапорная башня
• Склад
• Больница
• Почта 
1, 5, 6 и 7, являются в данное время в активном состоянии, а остальные 2,3 и 4, являются уже заброшенной зоной.